# Ventilator (album)
Ventilator je debitantski studijski album slovenske tolkalske industrial skupine The Stroj, izdan leta 1999. Album je bil posnet v košarkarski dvorani Tri lilije v Laškem. Snemalec in producent je bil Aldo Ivančić, član skupine Borghesia.

## Seznam pesmi
1. »Highead« – 3:47
2. »Majke« – 3:33
3. »Mr. Stihler« – 4:38
4. »Filter« – 4:33
5. »Bosch« – 3:48
6. »SKT« – 5:02
7. »Gasa!« – 4:16
8. »Low Rider« – 5:06
9. »Argh!« – 5:06
10. »Have a Noise Time« – 3:06